# Юрчик Юрій Юрійович
Ю́рій Ю́рійович Ю́рчик — єпископ (з 1999 р.) та архієпископ (з 2005 р.) Донецький і Маріупольський УПЦ КП. 24 листопада 2008 року архієпископ Донецький і Маріупольський Юрій (Юрчик) був заборонений у священнослужінні й виключений з юрисдикції Київського Патріархату після конфлікту з Патріархом Філаретом (Денисенком). Згодом приєднався до Української греко-католицької церкви разом з громадою Преображенського кафедрального собору м. Донецька та іншими 5 священниками та 3 парафіями Донецької єпархії УПЦ КП.

## Біографія
Народився 19 січня 1970 року в місті Кам'янець-Подільському Хмельницької області. Середню освіту здобув в місті Донецьку. У 1988–1990 рр. був паламарем та іподияконом у Свято-Миколаївському кафедральному соборі м. Донецька. З 1990 року — псаломщик Хрестовоздивженської церкви міста Гірник Донецької області.
26 січня 1991 року рукоположений у Свято-Петропавлівському кафедральному соборі міста Луганська єпископом Донецьким і Луганським Іоанникієм (Кобзєвим) у сан диякона, а 27 січня того ж року — на священника. У 1991–1993 рр. ніс пастирське служіння на парафіях Донецької єпархії. У 1993 р. закінчив Київську духовну семінарію. У вересні 1993 р. призначений настоятелем Спасо-Преображенської парафії м. Донецька та благочинним першого Донецького округу. З 1994 по 1996 рр. був секретарем Донецько-Луганського єпархіального управління.
У вересні 1996 року пострижений у чернецтво з ім'ям Юрій на честь святого великомученика Юрія Переможця. 4 грудня 1996 р. возведений у сан архімандрита.
14 травня 1999 року хіротонізований на єпископа Донецького і Луганського за Божественною літургією у Володимирському кафедральному соборі міста Києва та призначений керуючим Донецько-Луганською єпархією. 20 грудня 1999 р. призначається єпископом Донецьким і Маріупольським, керуючим Донецькою єпархією та тимчасово призначається керуючим Луганською єпархією.
24 жовтня 2002 року перейшов до складу маргінального об'єднання католиків-традиціоналістів. Його приймав єпископ-традиціоналіст Марк Пиварунас, який повідомив, що цьому передувало 8-місячне «обережне дослідження, сповідує єпископ Юрчик Католицьку віру, особливо в тих питаннях, які були відхилені схизматической православною церквою, а саме: Папство, верховенство юрисдикції Римського Папи, Папської непогрішності, „Філіокве“ (ісходження Святого Духа від Отця і Сина), перетворення хліба і вина в Святій Месі в Тіло і Кров Христа (не Эпиклесис — презывание Святого Духа); також вчення про чистилище і Непорочне зачаття Преблагословенной Діви». Наступного дня, 25 жовтня, Юрчик звершив свою першу месу як католицький єпископ українського обряду. На громадському прийомі 26 жовтня, єпископ Піварунас пояснив, чому він вирішив прийняти православного єпископа Юрчика в Католицьку церкву, а єпископ Юрчик, кажучи через перекладача, «висловив свою подяку з нагоди того, що його прийняли в істинну Церкву Христа». При цьому, як повідомили з США, Юрій Юрчик попросив для своєї церкви 40 000 Доларів США. На Синоді УПЦ КП, що відбувся 19 листопада того ж року, Юрій Юрчик заявив, що повідомлення про його зречення від православної віри і перехід в католицтво — «наклеп і провокація» Московського Патріархату, який так реагує «на все більш зростаючу роль Київського Патріархату в Донбасі під моїм (тобто Юрчика) керівництвом». Далі-більше, виявляється викриття Юрчика є спробою « відвернути віруючих від все більш зростаючої кризи в УПЦ Московського Патріархату».
Нагороджений Орденом святого рівноапостольного князя Володимира Великого ІІІ ступеня (23 січня 2004). 22 жовтня 2005 року підноситься до сану архієпископа.
Після конфлікту з Патріархом Філаретом (Денисенком), 24 листопада 2008 року на засіданні Священного Синоду Української Православної Церкви Київського Патріархату архієпископ Донецький і Маріупольський Юрій (Юрчик) був заборонений у священнослужінні і виключений з юрисдикції Київського Патріархату.
У 2009 році перейшов до УГКЦ, куди був прийнятий як простий священник.